# Епифаний (Тихорский)
Епископ Епифаний (Тихорский; ум. 2 [13] июля 1731, Белгород) — епископ Русской православной церкви, епископ Белгородский и Обоянский.

## Биография
Окончил Киевскую духовную академию.
В 1719 году в сане архимандрита управлял Благовещенским монастырём в г. Нежине, куда был переведен из Глуховского Петропавловского монастыря.
9 июля 1722 года хиротонисан во епископа Белгородского.
Служение его на Белгородской кафедре продолжалось в течение девяти лет. Наиболее важным мероприятием за период его архипастырской деятельности, принесшим ему славу, было образование в 1726 году Харьковского коллегиума — первого высшего учебного заведения Украины, в котором могли обучаться дети всех сословий. Организация нового учебного заведения нашла поддержку среди всех слоев населения Украины, и в адрес его стали поступать крупные пожертвования от различных лиц.
Что касается административной деятельности епископа Епифания, то по отдельным сохранившимся его распоряжениям можно судить, что это был пастырь властный, строгий и бдительный. Однажды он лишил прихожан одного из приходов права вхождения в церковь за непослушание священнику, назначенному преосвященным. Строгость его распространялась как на паству, так и на духовенство. От священников Воскресенского собора в Курске за нерадение ими о строительстве каменной соборной церкви епископ приказал отобрать всех крестьян и передать их тому, кто будет с усердием выполнять порученное ему дело.
Строго следил епископ Епифаний за жизнью монастырей. Когда ему стало известно о недостойном поведении монахинь женского монастыря в слободе Борисовке, он дал указание закрыть этот монастырь, а монахинь переселить в наиболее отдаленный от городских мест Покровский монастырь.
В вопросах, относящихся к сфере деятельности исключительно духовной власти, он добился от Святейшего Синода распоряжения, запретившего военным и гражданским властям вмешиваться в дела духовенства. И в решении всех других вопросов житейских и общественных епископ Епифаний был также строг и беспрекословен.
Самому епископу Епифанию в Белгороде пришлось пережить тяжесть незаслуженных жалоб и ложного доноса о якобы скрытой им государственной измене. Несостоятельность этих обвинений была вскоре доказана, однако они доставили епископу много неприятностей.
Деятельность преосвященного Епифания на Белгородской кафедре закончилась вместе с его кончиной, последовавшей 2 июля 1731 года. Погребён 21 июля в Белоградской соборной церкви.